# Barkeria
Barkeria је род, из породице орхидеја Orchidaceae. Род има 17 врста, пореклом из Мексика и Централне Америке. Овај род се некада сматрао као део Epidendrum.

## Врсте
Следеће врсте су прихваћене од маја 2014. године:
- Barkeria archilarum Chiron - Guatemala
- Barkeria barkeriola Rchb. f.  - Sinaloa, Nayarit, Jalisco
- Barkeria delpinalii Archila & Chiron - Guatemala
- Barkeria dorotheae Halb - Colima, Jalisco
- Barkeria fritz-halbingeriana Soto Arenas  - Oaxaca
- Barkeria lindleyana Bateman ex Lindl.
  - Barkeria lindleyana var. lindleyana  - Costa Rica, El Salvador, Guatemala, Honduras
  - Barkeria lindleyana subsp. vanneriana (Rchb. f.) Thien - Puebla, Guerrero, Oaxaca
- Barkeria melanocaulon A. Rich. & Galeotti - Oaxaca
- Barkeria naevosa (Lindl.) Schltr. - Oaxaca, Guerrero
- Barkeria obovata (C. Presl) Christenson - from central Mexico to Panama
- Barkeria palmeri (Rolfe) Schltr. - Colima, Jalisco, Nayarit, Sinaloa
- Barkeria scandens (La Llave & Lex.) Dressler & Halb. - central Mexico
- Barkeria schoemakeri Halb. - Sinaloa, Michoacan, Oaxaca
- Barkeria skinneri (Bateman ex Lindl.) A. Rich. & Galeotti - Guatemala, Chiapas
- Barkeria spectabilis Bateman ex Lindl. - El Salvador, Chiapas, Guatemala, Honduras, Nicaragua
- Barkeria strophinx (Rchb. f.) Halb. - Michoacán
- Barkeria uniflora (La Llave & Lex.) Dressler & Halb. - central Mexico
- Barkeria whartoniana (C. Schweinf.) Soto Arenas - Oaxaca